# 呂県
呂県（りょ-けん）は中華人民共和国江蘇省にかつて存在した県。現在の徐州市銅山区南東部に相当する。
前漢により設置され、隋朝により廃止された。